# Zwitserse school
Zwitserse school is een design stroming en stijl  uit de jaren 1950-1970.

## Herkomst
- Zwitserland
- Duitsland

## Hoofdkenmerken
- Gebruik van fotomontage
- Schreefloze typografie
- Gebruik van witte ruimtes
- Objectieve fotografie (realistische beelden)

## Familie van
- De Stijl
- Bauhaus
- Constructivisme